# Landsstævner 1935, 1947, 1954
|  | Denne artikel er oprettet af botten Steenthbot ud fra en ekstern database. Den kan derfor have sproglige fejl eller mangler. Denne skabelon kan fjernes efter kontrol af indholdet. |

Landsstævner 1935, 1947, 1954 er en dansk dokumentarfilm.